# جاك ريتشاردسون (كاتب مسرحي)
جاك ريتشاردسون (بالإنجليزية: Jack Richardson)‏ هو كاتب مسرحي أمريكي، ولد في 1935 في نيويورك في الولايات المتحدة، وتوفي في 1 يوليو 2012.

## وصلات خارجية
- جاك ريتشاردسون على موقع IMDb (الإنجليزية)
- جاك ريتشاردسون على موقع قاعدة بيانات برودواي على الإنترنت (الإنجليزية)